# Alessandro Milleville
Alessandro Milleville   (París, 1521 (Gregorià) - Ferrara, setembre 1589) va ser un organista i compositor francès que va viure a Itàlia.

## Biografia
Fill de Jean Milleville, Alessandro Milleville potser va néixer a París, segons l'atribució de Fétis, que tanmateix no informa de la font. Encara Fétis assigna l'any de naixement a partir de la notícia que Alessandro va ser portat per la seva família a Ferrara el 1530 a l'edat de nou anys, però sempre sense esmentar la font. Aquesta suposició sembla probable, a la llum de les afirmacions de Superbi i Borsetti; el primer va informar que Milleville va morir als 68 anys, i el segon que va morir el 1589.
Milleville va ser tenor de la capella papal des d'octubre de 1552 fins a juny de 1558.Des de l'abril de 1560 fins a la seva mort, fou el segon organista del duc a la cort d'Este, sota el jove Luzzasco Luzzaschi. Va ser professor d'Ercole Pasquini, Vittoria Aleotti i, presumiblement, del seu propi fill Francesco.
A causa de la seva excel·lent reputació com a organista, Alessandro Milleville podria haver estat una figura important per a l'escola d'orgue de Ferrara, a la qual també pertanyien Jacques Brunel i Luzzaschi, i que va assolir el seu punt àlgid amb Pasquini i Frescobaldi.
Cap composició d'orgue de Milleville ha sobreviscut i els seus llibres de madrigal semblen tenir només una difusió local; amb una excepció, les seves composicions individuals van aparèixer exclusivament en antologies de Ferrara.

## Obres
- Primer llibre de madrigals, Venècia, 1575;
- Madrigals, segon llibre, Ferrara, 1584;
- Madrigals, Ferrara, 1584;
- Sacrarum cantionum liber primus, Ferrara, 1584;
- La verge amb altres 10 estances espirituals, Ferrara, 1584;
- Altres madrigals en diferents col·leccions.